# Mini e Mero

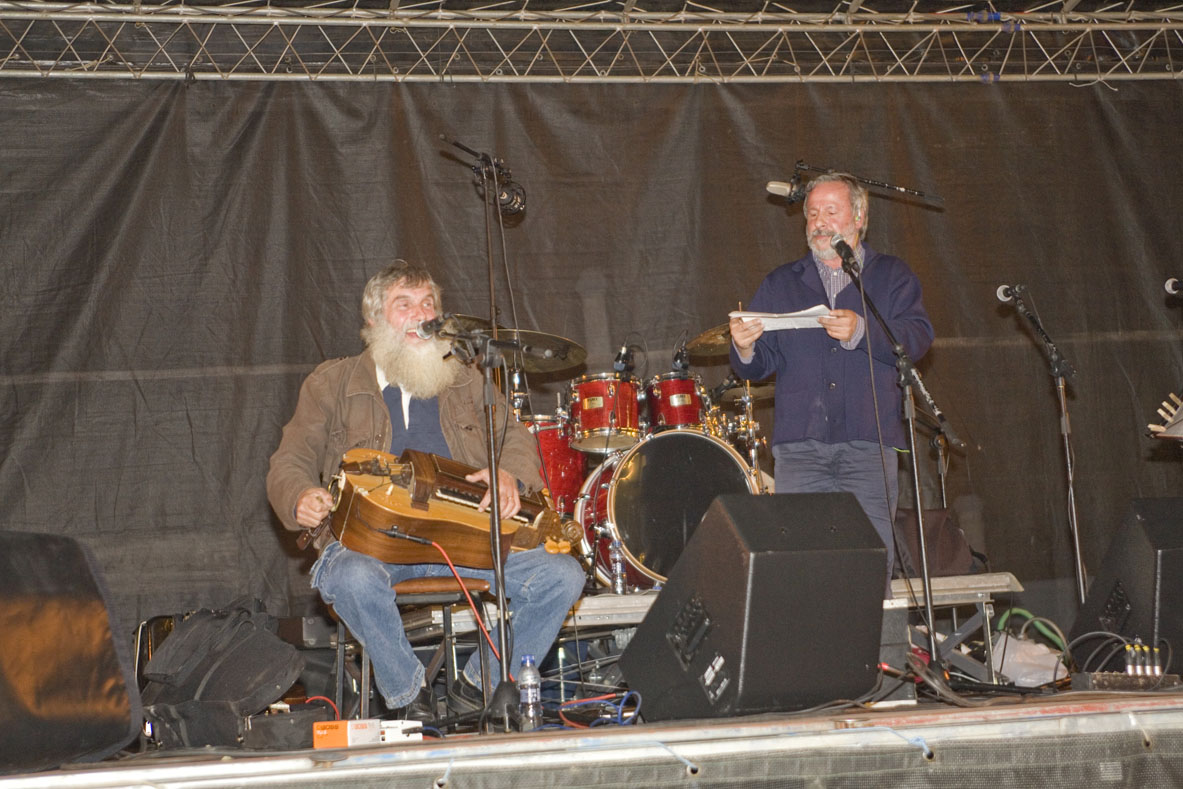
Mini e Mero sobre el escenario (2008).

Mini e Mero ("Mini y Mero") fue un dúo de cantautores españoles originarios de la comarca lucense de Terra Chá, formado por Xosé Luis Rivas Cruz (Mini) y Baldomero Iglesias Dobarrio (Mero), músicos, poetas, maestros e investigadores del folclore y la cultura tradicionales gallegos, miembros históricos de Fuxan os Ventosy actuales componentes de A Quenlla.

## Trayectoria
Además de su producción discográfica con los citados grupos, han participado por separado o conjuntamente en otros discos de música gallega, como el Quiquiriqui, producido en el año 2006 por la Asociación de Gaiteros Gallegos y en obras teatrales como Pan, catro propostas arredor da malla.
Es reseñable su trabajo de recopilación de cuentos, leyendas, refranes, dichos o poemas, principalmente de su Tierra Llana natal y de las zonas donde ejercen su trabajo como maestros: Mesía (Mero) y Boimorto (Mini). El archivo sonoro fruto de esta labor fue cedido al Museo del Pueblo Gallego para su digitalización e incorporación al Archivo del Patrimonio Oral de la Identidad, que está disponible en el web del museo. En el campo educativo son autores de diversos libros de texto de ciencias sociales, naturales y lengua gallega para la enseñanza infantil y primaria.
En abril de 2009 les fue concedido por unanimidad el Pedrón de Ouro como reconocimiento a su trayectoria de cuarenta años de investigación musical, galardón que recibieron el 24 de mayo de 2009.

## Obras

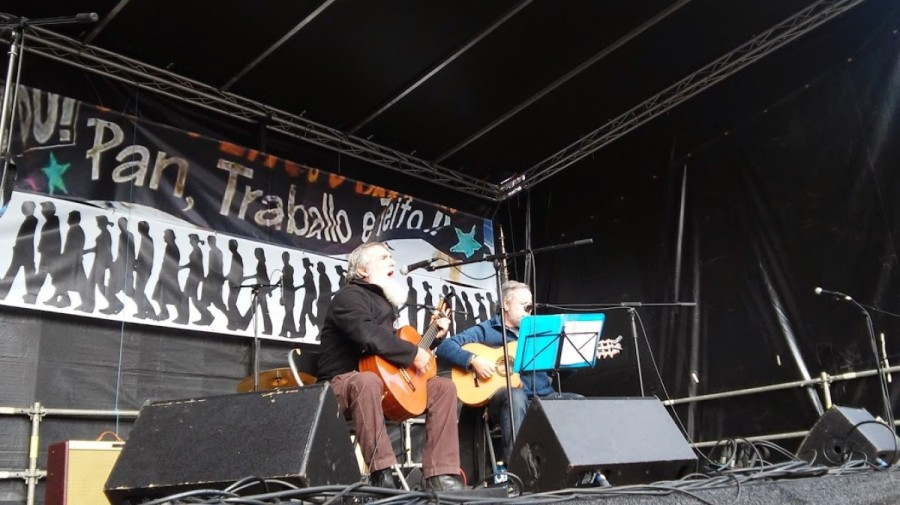
Mini e Mero actuando en la concentración del 29N en Santiago de Compostela.

Sus libros conjuntos incluyen, entre otros:
- Contos de vellos para nenos. Citania de publicacións, 1995. ISBN 9788482310022
- Somos lenda viva. Citania de publicacións, 1996. ISBN 9788482310145

Su discografía conjunta incluye:
- Nadal en galego (1999)
- Cantos, coplas e romances de cego[5]

## Reconocimientos
- VII Edición Premios San Martiño de normalización lingüística (1997), en el Ayuntamiento de la Estrada.
- Pedrón de Ouro (2009)
- X Edición del Premio Ramón Piñeiro; Facer País (2011)[6]